# Het bloed van de tiran
Het Bloed van de Tiran is het tweede deel in de Kronieken van Valisar geschreven door de Australische schrijfster Fiona McIntosh. Het werd voor het eerst gepubliceerd in 2009 door HarperVoyager en werd algemeen goed ontvangen. Het boek wordt vervolgd in het derde en laatste deel, De Razernij van een Koning.

## Plot
In dit tweede deel spelen wraak, liefde en de eeuwenoude magie van de Valisars een belangrijke rol. Er zijn tien jaar verstreken sinds de barbaarse krijgsheer Loethar met zijn leger van de Steppen de Bond en het koninkrijk Penraven heeft veroverd en sindsdien werden alle dorpen en steden op de knieën gebracht. 
Loethar, die zichzelf tot keizer heeft gekroond, is er nog steeds van overtuigd dat het geslacht Valisar is uitgemoord na de 'onthoofding' van Leonel, de nieuwe koning van Penraven. Maar er is verzet op komst, want Leonel is niet dood en houdt zich verborgen om wraak te nemen. Leo, die in ballingschap verblijft in het kamp van de dievenkoning Faris, bereid samen met de overgebleven Valisaren een tegenoffensief voor. Boven alles wil hij het bloed zien vloeien van hij die zichzelf keizer noemt.